# توليو ألفاريز
توليو ألفاريز (بالإسبانية: Tulio Álvarez) هو محام وأستاذ جامعي وكاتب فنزويلي، ولد في 17 مايو 1961 في فنزويلا. وهو رئيس اتحاد فنزويلا الحقيقية، وهي منظمة للدفاع عن حقوق الإنسان ذات سياسة مناوئة لنظام هوغو شافيز.

## النشاط السياسي
أ المتخصصة هذا النحو ، والتاريخ الدستورى في فنزويلا. وكان منسقا للفريق متعدد التخصصات ان عرض تقريرين عن تزوير الانتخابات التي ارتكبت في التذكير استفتاء ضد شافيز فرياس ينشط في عام 2004. نشطة مواجهة الاستحقاق من المحاكمات ضد رئيس الدولة لBBVA لتمويل الحملة الانتخابية للالممتلكات والأضرار التي نشأت عن اتفاق النفط مع كوبا. وقال انه تم محاكمتهم لارتكابهم جرائم الرأي وحكم عليهم بالسجن ل. المشترك بين اللجنة الأمريكية لحقوق الإنسان تعليق حكمها.